# ایزابل اتکین
ایزابل اتکین (انگلیسی: Isabel Atkin؛ زادهٔ ۲۱ ژوئن ۱۹۹۸) ورزشکار اسکی نمایشی اهل بریتانیا است.
وی در مسابقات کشوری و بین‌المللی در مجموع برندهٔ ۲ مدال نقره، ۳ مدال برنز شده‌است.